# Fredrika Spindler
Fredrika Spindler, född 14 oktober 1966 i Västanfors församling, är en svensk filosof och översättare. Hon har bl a översatt amerikanska författare som Hernan Diaz, Sigrid Nunez och Joyce Carol Oates.